# Octo Tentakel
Octo Tentakel (Engels: Squidward Tentacles) is een personage uit de animatieserie SpongeBob SquarePants gemaakt door cartoonist Stephen Hillenburg. Octo maakte zijn televisiedebuut in 1999. De Nederlandse stem werd ingesproken door Jan Nonhof. Sinds 2023 spreekt Louis van Beek de Nederlandse stem van Octo in.
Octo werkt achter de kassa bij de Krokante Krab. Hij haat zijn werk en hij houdt ervan over zijn ontslag te dromen. Hij werkt niet serieus en is het tegenovergestelde van Spongebob. Buiten het werk is Octo een hedendaagse kunstenaar die portretten schildert. In zijn vrije tijd bespeelt hij de klarinet waarvoor hij niet altijd talent heeft, afhankelijk van het verhaal van de aflevering. Octo wil graag beroemd en rijk worden en een bos haar hebben (die hij vroeger ook had).
Octo's huis heeft de vorm van een moai en het staat tussen de huizen van Spongebob en Patrick in. In diverse afleveringen is te zien dat Octo een lift in zijn huis heeft (o.a. in Octo, het onvriendelijke spookje)
Octo heeft een rivaal, Octor. Octor zegt altijd dat alles waarin hij geslaagd is bij Octo mislukt is.

## Trivia
- Hoewel een echte octopus acht tentakels heeft, heeft Octo Tentakel er maar zes, waarvan twee armen en vier benen.